# Asha Ali
Asha Ali är en svensk singer-songwriter vars musik har inslag av soul och indiepop. Hon är född den 7 juni 1980 i Etiopien och bor idag i stockholmsförorten Svedmyra. Hon blev först berömd 2005, då hon släppte den akustiska EP:n Warm Fronts. I slutet av 2006 släpptes debutalbumet Asha Ali, vilket omedelbart blev nominerat både till Grammis och P3 Guld. År 2009 blev låten Hurricane en mindre hit. Hon har även spelat in barnmusik tillsammans med Bröderna Lindgren.
Asha Alis låt A Promise Broken är titelspåret till filmen Underbar och älskad av alla, baserad på Martina Haags bok. 2009 är låten The Time Is Now med i reklamfilmen och den tillhörande internetkampanjen för Saab 9-3X.
2014 gav hon ut singeln Stop Talking, som hon hade skrivit tillsammans med Johannes Berglund.
Hennes stora idoler är Jeff Buckley, Dolly Parton och Nina Simone. 

## Diskografi
- Asha Ali (2006)
- Hurricane (2009)
- Loud and Out of Place (2014)

## Teater

### Roller
| År   | Roll             | Produktion                          | Regi                  | Teater      |
| ---- | ---------------- | ----------------------------------- | --------------------- | ----------- |
| 2016 | Beneatha Younger | En druva i solen Lorraine Hansberry | Josette Bushell-Mingo | Riksteatern |